# エマヌエル・ツデロス
エマヌエル・ツデロス（ギリシア語: Εμμανουήλ Τσουδερός、英語: Emmanouil Tsouderos、1882年7月19日 - 1956年2月10日）は、ギリシャの政治家。第二次世界大戦中に短期間ながら首相を務め、その後はギリシャ亡命政府の首相を3年間務めた。

## 生涯
1882年7月19日にオスマン帝国領だったクレタ島のレティムノで誕生した。彼はアテネ大学で法律について勉強した後、パリとロンドンで経済学を学んだ。
ツデロスは24歳のときにクレタ島に戻った。このときにはクレタ島はオスマン帝国の自治領でロシア・イギリス・フランス・イタリアの保護領となっており、ツデロスはすぐクレタ島の議会選挙に出馬して当選し、1906年から1912年まで議員を務めた。1913年12月にギリシャのクレタ島がギリシャに承認されると、ギリシャ議会の選挙で立候補して当選した。その後もエレフテリオス・ヴェニゼロスの第4期政権で交通相（在任：1924年1月24日 - 1924年2月19日）、アレクサンドロス・パパナスタシオウの第1期政権とテミストクリス・ソフリスの第1期政権で財務相（在任：1924年3月12日 - 1924年10月7日）など閣僚を歴任した。1928年にギリシャ銀行が業務を開始すると初代副総裁に就任し、1931年に総裁に就任した。
第二次世界大戦中の1941年、首相アレクサンドロス・コリジスがナチス・ドイツ軍がアテネへ進撃している最中で拳銃自殺すると、ツデロスは後任の首相に就任した（在任：1941年4月21日 - 1941年4月29日）。しかし、ドイツ軍がすぐそこまで迫っていたため国王ゲオルギオス2世とクレタ島に脱出し、ドイツ軍に対抗するための軍勢を組織した。
しかし、1ヵ月後のクレタ島の戦いでまたもや亡命せざるをえず、中東、ついでエジプトへ逃げた。ツデロスは1944年まで亡命政府の首相を務め、退任した後はソフォクリス・ヴェニゼロスの閣僚になった。亡命政府ははじめロンドンに設立したが、後にカイロに移動した。
第二次世界大戦の後もアレクサンドロス・パパゴスのもとで閣僚を務めた。1956年2月10日にイタリアのジェノヴァ県ネルヴィで74歳で亡くなった。